# Emil Sitka
Emil Josef Sitka (Pensilvânia, 22 de dezembro de 1914 - Califórnia, 16 de janeiro de 1998) foi um ator norte-americano que estrelou centenas de filmes, curtas-metragens e programas de televisão, sendo mais conhecido por suas numerosas aparições nos Três Patetas, aproximadamente 40.
Sitka foi um dos dois únicos atores que trabalharam com todos os seis Patetas originais (Moe Howard, Larry Fine, Shemp Howard, Curly Howard, Joe Besser e Joe DeRita) nos filmes das várias formações do grupo. Harold Brauer seria o outro ator.

## Biografia
Emil Sitka, cujas inúmeras aparições nos Três Patetas lhe renderam o apelido de "O Quarto Pateta", nasceu em Johnstown, Pensilvânia, em 1914. Ele era o mais velho dos cinco filhos, nascidos de pais imigrantes húngaros. Seu pai, Emil Sitka, um mineiro de carvão, faleceu de uma doença pulmonar quando Sitka tinha 12 anos de idade, e sua mãe, Helena Matula Sitka, foi hospitalizada, incapaz de cuidar das crianças. Seus irmãos foram colocados em lares adotivos, mas Sitka foi morar em uma igreja em Pittsburgh, Pensilvânia, com um padre católico nos próximos anos. Nessa época, ele se tornou um coroinha e fez planos para entrar no sacerdócio, quando teve sua primeira oportunidade de atuar no anual Passion Play da igreja. Com 16 anos, Sitka e um de seus irmãos, viajaram pelos Estados Unidos, procurando por trabalho. Depois de um ano, eles voltaram para Pittsburgh, onde Sitka encontrou emprego, trabalhando em uma fábrica. Ele permaneceu lá até o grande dia de São Patrício, quando ocorreu a Inundação de Pittsburgh de 1936, e assim, partiu para seguir seu sonho de se tornar ator em Hollywood, Califórnia.

## Início da carreira
Sitka encontrou hospedagem barata em um pequeno teatro, onde fazia trabalhos amadores para assim, pagar seu aluguel e, gradualmente, atuar em pequenas peças. Com o tempo e a experiência, seus papéis tornaram-se maiores e, eventualmente, Sitka começou a dirigir alguns espetáculos também. Como não ganhava bem com o teatro, Emil sempre mantinha um emprego como engenheiro civil para pagar as contas, bem como sua carreira de ator à noite. Em 1946, Emil tinha desempenhado dezenas, senão centenas de papéis. Essa amplitude de experiência o ajudaria em sua carreira cinematográfica posterior, interpretando os mais variados papéis: mordomos, advogados, empresários, trabalhadores, etc..

### Em filmes
Em 1946, Sitka estava conduzindo sua própria turnê de teatro, quando foi descoberto por um caçador de talentos da Columbia Pictures. Jules White, diretor do departamento de curtas-metragens da Columbia, o convidou para estrelar um filme que ele estava dirigindo - com Barbara Jo Allen. Esse curta-metragem conhecido como Hiss and Yell, foi nomeado para um Óscar. Vários meses e muitos filmes mais tarde, Sitka foi contratado para se tornar parte do elenco dos Três Patetas. Na época, Sitka nem sabia quem eram os Três Patetas.

## Os Três Patetas: O primeiro filme de Emil Sitka e o último de Curly Howard
Emil Sitka fez sua primeira aparição nos Três Patetas no curta Half-Wits Holiday (1947). O filme era um remake de Hoi Polloi (1935). Ambos os filmes foram adaptações de George Bernard Shaw da peça Pygmalion (1913). O filme lidava com a ideia de que dois professores apostariam no resultado de transformarem os Três Patetas em cavalheiros - com resultados previsíveis. Sitka interpretou Sappington, um mordomo refinado, que seria um alvo perfeito para os Três Patetas, com suas diversas tortas. A cena mais famosa de Sitka nesse filme, foi quando ele se aproximou de uma mulher com um coquetel e declarou: "Senhora, sua bebida" e foi atingido por uma torta. Sem alterar a expressão, ele diz: "Perdoe-me madame" e saiu. Contudo, durante as filmagens, em 6 de maio de 1946, Curly Howard sofreu um AVC devastador, com o filme sendo terminado sem ele. Emil, mais tarde, relembrou:
| “ | Após o ocorrido (o derrame), Curly subitamente desapareceu, sem que o restante do elenco fosse avisado do que acontecera. Quando nos reunimos para as últimas cenas, as da guerra de tortas, vimos que o cenário era grande e que deveria aparentar uma verdadeira batalha. O roteiro previa a participação de todos os Patetas mas eu não avistei Curly. Eu achei que era apenas uma mudança no roteiro. Ninguém — inclusive Moe, Larry e Jules — nos contou sobre a gravidade da situação. Apenas quando as filmagens terminaram é que nós soubemos da doença dele. | ” |

Posteriormente, Curly se aposentou e faleceu 6 anos depois. Apesar deste triste início com o grupo, Sitka passou a estrelar  dezenas de curtas-metragens com os Três Patetas, bem como a maioria de seus filmes e programas ao vivo como The New Three Stooges (1965) (série de desenhos animados). Sitka também trabalhou em curtas-metragens e filmes com outros artistas, incluindo Lucille Ball, Milton Berle, Red Skelton, Tony Curtis, Alan Hale, Walter Brennan, Dan Blocker, Joey Bishop, Bob Denver e muitos outros. No entanto, Sitka é mais lembrado por sua participação com os Três Patetas e com uma fala em particular, que ele repetiu várias vezes: "Segurem as mãos, seus pombinhos!" ("Hold hands, you lovebirds!", no original)

## "Segurem as mãos, seus pombinhos"
Em 1947, os Três Patetas lançaram o curta Brideless Groom, em que Shemp Howard deveria se casar antes das 18:00hs, a fim de herdar $ 500.000,00. Depois de sair à procura de uma esposa, Shemp finalmente encontra uma garota disposta a se casar com ele e eles correm para acharem um juiz (Emil Sitka). Ele começa a cerimônia, inicialmente dizendo ao casal: "segurem as mãos, seus pombinhos", quando as outras meninas que rejeitaram a proposta de Shemp, aparecem instantaneamente, depois de terem ouvido falar sobre a herança. Uma bagunça então se segue, com o pobre Sitka sendo golpeado algumas vezes, tentando iniciar a cerimônia, cada vez mais desarrumado e seu "segurem as mãos, seus pombinhos" um pouco mais fraco.
Por causa da distribuição difundida deste curta (é um dos quatro filmes dos Três Patetas que estão em domínio público e foi transmitido inúmeras vezes na televisão americana - uma estação em Richmond, Virgínia, o transmitiu quase todas às tardes de domingo, por anos, na década de 1980), esta é a cena mais conhecida de Emil Sitka.
Notavelmente, uma cena deste curta é destaque no filme Pulp Fiction (1994), para o qual, o nome de Sitka ainda aparece nos créditos como "Hold Hands You Lovebirds" ("Segurem as mãos, seus pombinhos"). Emil continuou atuando com os Três Patetas nos próximos 25 anos, e em 1970, foi lhe oferecida a chance de finalmente se juntar ao trio.

## Quase um terceiro Pateta
Em janeiro de 1970, Larry Fine sofreu um AVC durante a filmagem de Kook's Tour. Emil Sitka iria substituí-lo como terceiro Pateta no final de 1970 e novamente em 1975, ao lado de Moe Howard e Curly Joe DeRita. Porém, nada além de algumas fotos promocionais com essa formação foram feitas. Sitka iria interpretar o irmão de Larry, "Harry". Duas ofertas de longas-metragens para os Três Patetas tinham sido consideradas, porém, esta versão composta do grupo nunca estrelou nenhum filme, devido à Moe adoecer e falecer logo após a sua formação. Uma das ofertas de filmes seria Blazing Stewardesses, que substituiu o grupo com os membros sobreviventes do Ritz Brothers.

## Anos posteriores
Sitka continuou com a carreira de ator, mais por amor à atuação do que pela necessidade de dinheiro (incluindo uma pequena aparição como um cliente de supermercado, no filme de terror de 1989, Intruder, no qual ele disse sua frase registrada) e continuou estrelando filmes até 1992. Além disso, Emil também participou de várias convenções e homenagens para os Três Patetas e recebia numerosos pedidos dos fãs, para que aparecesse em seus casamentos para dizer: "Segurem as mãos, seus pombinhos!"
Em 30 de agosto de 1983, os Três Patetas ganharam uma estrela na Calçada da Fama e Joe Besser lembrou sua amizade com os integrantes do grupo, em um discurso emocionante. Na ocasião, Emil Sitka também estava presente. O único sobrevivente do grupo que não apareceu para a homenagem foi Joe DeRita, pois estava doente na época.

## Vida pessoal
Sitka e sua primeira esposa, Donna Driscoll, se casaram na década de 1940 e se divorciaram na década de 1960. Ele se casou com sua namorada de longa data, Edith Weber, na década de 1970. Ficaram casados até sua morte em 1981.
Sitka teve sete filhos: as filhas Elonka e Little-Star; e os filhos Rudigor, Storm, Tao, Darrow e Saxon. Todas as crianças são do primeiro casamento. Saxon continua o legado de seu pai, aparecendo nas convenções dos Três Patetas, sempre que possível.

## Morte
Enquanto hospedava vários fãs dos Três Patetas em sua casa em junho de 1997, Emil Sitka sofreu um AVC maciço e nunca recuperou a consciência (um dos fãs era um prestador de cuidados médicos e foi capaz de manter Sitka vivo até que os paramédicos chegassem). Emil faleceu em 16 de janeiro de 1998 em Camarillo, Califórnia, um mês após seu 83º aniversário. Foi sepultado ao lado de sua esposa Edith, no Conejo Mountain Memorial Park em Camarillo. Como uma homenagem à sua carreira com os Três Patetas, a lápide de Sitka diz "Segurem as mãos, seus pombinhos!", bem como "Ele dançou todo o caminho".

## Filmografia

### Longas-metragens, curtas-metragens e televisão
- Legenda: * Filmes ou séries com Os Três Patetas.

- Hiss and Yell (1946) - Drunken Gardener
- Ain't Love Cuckoo? (1946)
- One Exciting Week (1946)
- Mr. Wright Goes Wrong (1946)
- Pardon My Terror (1946) - Mr. Dugan
- So's Your Antenna (1946) - Louie
- Honeymoon Blues (1946) - Facineiro
- Reno-Vated (1946)
- Moron Than Off (1946) - Oficial do Sorteio
- Andy Plays Hookey (1946) - 2º Policial
- Half-Wits Holiday (1947) - Sappington*
- Meet Mr. Mischief (1947) - Jason Perkins
- Hot Heir (1947)
- The Good Bad Egg (1947)
- Bride and Gloom (1947) - Taxista
- Hold That Lion! (1947) - Advogado*
- Rolling Down to Reno (1947)
- Brideless Groom (1947) - Conselheiro Matrimonial J.M. Benton*
- Wife to Spare (1947) - Lawyer Pratt
- All Gummed Up (1947) - Amos Flint*
- Radio Romeo (1947) - Swenson, o facineiro
- Silly Billy (1948)
- Joe Palooka in Fighting Mad (1948) - Fotógrafo
- Two Nuts in a Rut (1948)
- Pardon My Clutch (1948) - Professor Otto Klink*
- Jitter Bughouse (1948) - Mr. Lark
- The Sheepish Wolf (1948) - George
- Billie Gets Her Man (1948) - Wilbur Nixon
- A Pinch in Time (1948)
- Blondie's Secret (1948) - Grocery Store Clerk
- Radio Riot (1949)
- Who Done It? (1949) - Mr. John Goodrich*
- The Beautiful Blonde from Bashful Bend (1949) - Hoodlum
- Microspook (1949)
- Fuelin' Around (1949) - Prof. Sneed*
- Blondie Hits the Jackpot (1949)
- Vagabond Loafers (1949) - Mr. Walter Norfleet*
- Jerks of All Trades (1949) - Mr. Pennyfeather*
- Feudin' Rhythm (1949) - Viele Smielie
- And Baby Makes Three (1949)
- French Fried Frolic (1949) - Tio Pierre
- Punchy Cowpunchers (1950) - Capt. Daley*
- His Baiting Beauty (1950) - Harry's Boss
- Hugs and Mugs (1950) - Clerk*
- Dizzy Yardbird (1950)
- Put Some Money in the Pot (1950) - Carl
- The Good Humor Man (1950)
- Beware of Blondie (1950)
- Rock Island Trail (1950)
- Kill the Umpire (1950)
- Texas Dynamo (1950) - Turkey
- Photo Phonies (1950)
- Two Roaming Champs (1950) - Milionário Excêntrico
- Three Hams on Rye (1950) - B.K. Doaks*
- The Fuller Brush Girl (1950)
- Slaphappy Sleuths (1950) - Emil, o cliente*
- Emergency Wedding (1950) - Man in Department Store
- Gasoline Alley (1951) - Martini
- Bowery Battalion (1951) - Albert
- Wedding Yells (1951)
- Blonde Atom Bomb (1951)
- Punchy Pancho (1951)
- Fighting Coast Guard (1951) - Chefe Boatswain Mate
- Scrambled Brains (1951) - Doutor Geseundheit*
- Let's Go Navy! (1951) - Carteiro
- Space Patrol (1951) - Pete (The Dangerous Discovery)
- A Millionaire for Christy (1951)
- Pleasure Treasure (1951)
- Merry Mavericks (1951) - Mort*
- The Well (1951)
- Corky of Gasoline Alley (1951)
- The Tooth Will Out (1951) - Chef Italiano*
- Hula-La-La (1951) - Mr. Baines*
- The Sea Hornet (1951) - Garçom
- The Champs Step Out (1951) - Professor Bentley
- Pest Man Wins (1951) - Meadows*
- A Fool and His Honey (1952)
- Harem Girl - Abdul's Servant (1952)
- Listen, Judge (1952) - Chef da Cozinha*
- Heebie Gee-Gees (1952) - Tout
- Sound Off (1952) - Waiter
- Gobs and Gals (1952)
- Gents in a Jam (1952) - Tio Phineas Bowman*
- Tropical Heat Wave (1952) - Policial
- Strop, Look and Listen (1952)
- The Range Rider (The Black Terror) (TV) (1953) -Cliente do barbeiro
- Fresh Painter (1953) - Hipnotizador
- All Ashore (1953) - Bartender
- Pardon My Wrench (1953) - Inspetor de encanamento Bogus
- Loose Loot (1953) - Atty. Poole*
- Spies and Guys (1953) - Enemy Commander
- A Perilous Journey (1953) - Drunk
- Gun Belt (1953)
- Bubble Trouble (1953) - Amos Flint / Gorilla*
- Down the Hatch (1953) - Doutor
- Private Eyes (1953) -  Paciente em cadeira de rodas
- Geraldine (1953) - Engenheiro
- Waterfront (Shipper, Beware) (TV) (1954) - Vince
- Jungle Gents (1954) - Boat Crewman*
- Shot in the Frontier (1954) - Juiz*
- Kids Will Be Kids (1954) - Juiz da mostra de cães
- Carolina Cannonball (1954) - Técnico
- Timberjack (1955) - Jim
- Three for the Show (1955)
- Blackboard Jungle (1955)
- Gypped in the Penthouse (1955) - Charlie*
- Stone Age Romeos (1955) - B. Bopper*
- Jail Busters (1955) - Fotógrafo
- My Sister Eileen (1955) - Bit Welder
- The Adventures of Spin and Marty (TV) (1955) - Pai de Joe
- The Spoilers (1955) - Miner
- Highway Patrol (Escort) (TV) (1956) - Hood
- Husbands Beware (1956) - J.M. Benton*
- For Crimin 'Out Loud (1956) - John Goodrich*
- Schlitz Playhouse of Stars (1956)
- Fury at Gunsight Pass (1956)
- Cheyenne (TV) (1956) - Stable Owner
- Hot Stuff (1956) - Professor Sneed*
- Crashing Las Vegas (1956)
- Thunder Over Arizona (1956)
- Father Knows Best (Never the Twain) (1956) - Earl
- Scheming Schemers (1956) - Mr. Walter Norfleet*
- The White Squaw (1956) - Texas Jim
- Commotion on the Ocean (1956) - Smitty*
- The Man Called X (TV) (1956)
- Affair in Reno (1956) - Caixa
- The Phantom Stagecoach (1957) - Johnson
- Space Ship Sappy (1957) - Liar Club's MC*
- Circus Boy (The Tumbling Clown) (TV) (1957)
- The 27th Day (1957)
- Horsing Around (1957) - Atendente de Circo*
- Outer Space Jitters (1957) - Professor Jones*
- Return to Warbow (1958)
- Quiz Whizz (1958) - J.J. Figby*
- Pies and Guys (1958) - Sappington*
- Flying Saucer Daffy (1958) - Mr. Barton*
- Behind Closed Doors (Assignment Prague) (TV) (1959) - Brin
- Who Was That Lady? (1960)
- The Case of the Dangerous Robin (TV) (1961)
- The Bob Cummings Show (TV) (1961) - Operador de elevador
- The Three Stooges Meet Hercules (1962) - Pastor / Vendedor de Refrescos*
- The Three Stooges in Orbit (1962) - Professor Danforth*
- Mr. Smith Goes to Washington (Grand Ol' Opry) (TV) (1963) - Marcello Ventoni
- 13 Frightened Girls (1963) - Ludwig
- The Three Stooges Go Around the World in a Daze (1963)*
- The Three Stooges Scrapbook (1963) - Prof. Dolottle*
- My Favorite Martian (The Atom Misers) (TV) (1963)
- The New 3 Stooges (The Noisy Silent Movie) (Dentist the Menace) (1965) - Cliente*
- The Outlaws Is Coming (1965) - Sr. Abernathy / Médico Bruxo / Coronel da cavalaria*
- The Rogues (Gambit by the Golden Gate) (TV) (1965)
- The Farmer's Daughter (TV) (1965)
- Hazel (Please Don't Shout) (TV) (1966) - Mr. Miller
- Who's Minding the Mint? (1967)
- The Mad Room (1969)
- Watermelon Man (1970)
- Crimewave (1985) - Coronel Rodgers
- Intruder (1989) - Mr. Abernathy
- The Nutt House (1992) - Geeves